# El Horcajo (Albacete)
El Horcajo es una pedanía española perteneciente al municipio de Alcaraz, en la provincia de Albacete, dentro de la comunidad autónoma de Castilla-La Mancha. Está ubicada en la comarca de la Sierra de Alcaraz.
En sus cercanías nace el río Guadalmena.
Los terrenos de El Horcajo limitan con los de Solanilla y Alcaraz al sur, Peñascosa al este y Robledo al oeste.